# José María Zubía
José María Zubía Cigarán, conocido con el sobrenombre de Mari o Aita Mari (Zumaya, Guipúzcoa, 18 de marzo de 1809 - San Sebastián, 9 de enero de 1866). Fue un marino y pescador que se convirtió en un héroe popular en el País Vasco por los salvamentos marítimos que realizó. Tras su muerte se convirtió en un símbolo de los pescadores vascos y especialmente de aquellos puertos con los que estuvo más relacionado: San Sebastián y Zumaya.

## Biografía
José María Zubía nació en la localidad costera guipuzcoana de Zumaya en una modesta familia de pescadores. Desde pequeño se dedicó a faenar en la mar. En su juventud, hacia 1830 se enroló en un mercante que comerciaba con América, lo que le permitió ganar algo de dinero. Hacia 1850 con el dinero que había ahorrado compró una lancha de pescadores y se estableció como patrón de pesca de bajura en el puerto de San Sebastián. Por aquel entonces la pesca de bajura se realizaba en pequeñas embarcaciones a vela y remos conocidas como chalupas.
Fue en el desempeño de su trabajo como patrón donde comenzó a hacerse famoso en San Sebastián y la Costa Vasca por la ayuda que prestaba desinteresadamente a otros compañeros en situaciones difíciles durante las tormentas que sorprendían en la mar a los pescadores. Su lancha siempre estaba dispuesta para prestar pronto y eficaz auxilio al extraviado y al náufrago. Se hizo especialmente famoso por el rescate que comandó el 22 de julio de 1861 cuando una tremenda galerna se levantó súbitamente en la costa guipuzcoana. Desde la ciudad se vio como una lancha había naufragado y cuatro de sus tripulantes se debatían entre la vida y la muerte. Sin embargo, las enormes olas hacían que nadie se atreviera a salir a socorrerlos. Entonces, Zubía formó un bote con nueve voluntarios y se lanzó al rescate de los marineros de la lancha San José. El bote patroneado por Aita Mari logró rescatar a los tres tripulantes del barco que lograron aguantar hasta que llegó el rescate. Por este acto Aita Mari y sus compañeros obtuvieron la Gran Cruz de la Beneficencia de la Marina.
El 9 de enero de 1866 se desató otra terrible y súbita tormenta y Zubía partió del puerto de San Sebastián en su barco para rescatar a unos pescadores de una chalupa de Guetaria que trataba de entrar en la Bahía de la Concha. Cuando había logrado poner a salvo en su bote a todos los náufragos, un golpe de mar le arrastró y desapareció para siempre. La muerte de Zubía ocurrió ante numerosa gente que presenciaba el rescate desde la costa. Ese día fallecieron 38 pescadores por la tormenta.

## Recuerdo
Las hazañas de Aita Mari y su trágica muerte dejaron una gran conmoción en San Sebastián y en la costa guipuzcoana. Los donostiarras erigieron un busto en el muelle del puerto pesquero donostiarra en honor del pescador para perpetuar su memoria. Este busto fue obra del escultor mallorquín Matheu.
En él se podía leer el siguiente texto escrito en dialecto guipuzcoano del euskera.

MARI AITA MARI! AMAIKA BIZI OSATU ZUK ITXASOARI! ITXASOAK BAÑA, BERE AMORRUETAN ZERORI ORDAÑA. MARI! GURE MARI!
Traducción:
¡MARI, PADRE MARI! ¡ROBÓ USTED INFINIDAD DE VIDAS A LA MAR! LA MAR, SIN EMBARGO, EN SU RABIA A USTED MISMO COMO PAGO ¡MARI! ¡NUESTRO MARI!

En 1900, el busto se sustituyó por un monumento de mayores dimensiones, que es el que hoy en día se puede ver en el puerto donostiarra.
Unos versos escritos también en dialecto guipuzcoano del euskera se pueden leer al pie de dicho monumento:

¡MARI!
URIKALDUAK SALBATU NAYAZ EMAN ZENDUBEN BIZIYA,
TA GAUR DAUKAZU, GOITALCHATUAZ OBIZ ITSASO AUNDIYA:
¡LO EGIN ZAZU BAGA ZOÑUAZ.... O GIZON MAITAGARRIYA!
ONRATURIKAN ZURE GLORIYAZ DONOSTI ETA KANTAURIYA.

Traducción:
¡MARI!
DIO USTED SU VIDA QUERIENDO SALVAR A LOS NÁUFRAGOS,
Y HOY TIENE, ENSALZADO, COMO SU TUMBA EL GRAN MAR:
DUERMA CON EL SONIDO DE LAS OLAS PROFUNDAS... OH, HOMBRE ADORABLE:
HONRADAS CON SU GLORIA SAN SEBASTIÁN Y EL CANTÁBRICO.

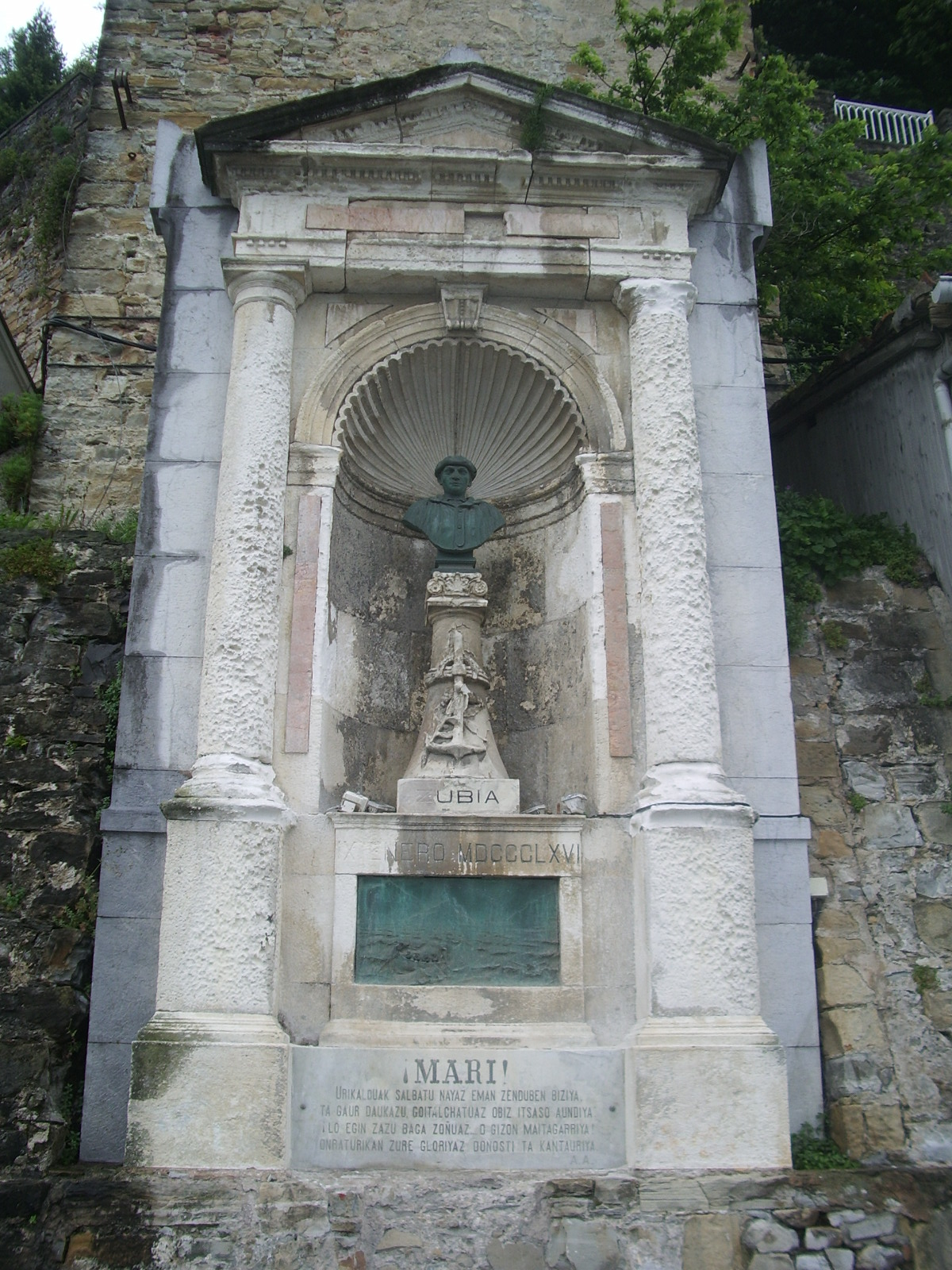
Monumento en homenaje a Aita Mari que se encuentra en el muelle de San Sebastián.

El antiguo busto fue donado a un sobrino de Aita Mari, que a su vez se lo donó al municipio de Zumaya. El ayuntamiento colocó el busto ese mismo año en un chaflán del edificio de las escuelas de Zumaya, donde hoy en día todavía puede verse.
El ayuntamiento de San Sebastián le dedicó adicionalmente en 1917 una calle cercana al puerto, la antigua Kaiaurreko Kalea o Calle frente al muelle, que fue rebautizada como Calle de Mari. Varios negocios ubicados en el entorno del puerto donostiarra llevan como nombre Aita Mari, en recuerdo del marino.
En su localidad natal, Zumaya, su nombre sigue estando también muy presente. Una calle del casco viejo fue llamada Calle de Mari. También una barriada moderna fue bautizada como Aita Mari en su honor. El campo de fútbol de Zumaya, situado junto a dicha barrio es conocido también como Aita Mari. El cine del pueblo se llama Aita Mari y el club de remo local, fundado en 1975, Aita Mari Arraun Elkartea (Club de Remo Aita Mari).
Lleva también el nombre "Aita Mari" un barco de rescate humanitario de la ONG Salvamento Marítimo Humanitario que pretende operar en el Mediterráneo.